# Xã Harrisville, Quận Medina, Ohio
Xã Harrisville (tiếng Anh: Harrisville Township) là một xã thuộc quận Medina, tiểu bang Ohio, Hoa Kỳ. Năm 2010, dân số của xã này là 1.836 người.